# Europees kampioenschap schaatsen vrouwen 1981
Na zes jaar onderbreking werd de zesde editie van het Europees kampioenschap schaatsen voor vrouwen, georganiseerd door de Internationale Schaatsunie (ISU), op 17 en 18 januari 1981 verreden op de onoverdekte kunstijsbaan van Thialf in Heerenveen. Het kampioenschap werd verreden over de mini vierkamp (500-1500-1000-3000 meter).

## Deelname
Zesentwintig deelneemsters uit tien landen namen aan dit kampioenschap deel. Negen landen, Nederland (4), Sovjet-Unie (4), Zweden (4), de DDR (3), West-Duitsland (3), Finland (2), Noorwegen (2),Polen (2) en Zwitserland (1) waren ook vertegenwoordigd op het vijfde EK in 1974. Groot-Brittannië (1) vaardigde dit jaar voor het eerst een deelneemster af. Enkel de West-Duitse Monika Pflug en de Poolse Erwina Ryś waren ook voor de onderbreking deelneemster op het EK.
Natalja Petroeseva uit de Sovjet-Unie werd de derde Europees kampioene. Ze werd de opvolgster van haar landgenote Nina Statkevitsj die de titel in 1970 en 1971 had gewonnen en de Nederlandse Atje Keulen-Deelstra die de titel drie keer oprij had gewonnen (1972, 1973 en 1974). Op het erepodium werd ze geflankeerd door twee Oost-Duitse vrouwen, Karin Enke werd tweede en Gabi Schönbrunn eindigde op de derde plaats.
Van het Nederlandse kwartet deelneemsters namen drie deelneemsters deel aan de afsluitende vierde afstand. Ina Steenbruggen werd tiende, Alie Boorsma werd elfde en Annie Borckink eindigde op de dertiende plaats. Joke van Rijssel werd niet geklasseerd vanwege een diskwalificatie op de 1500 meter.
Alie Boorsma won met de bronzen medaille op de 500 meter de enige Nederlandse medaille op dit kampioenschap.

## Afstandmedailles
| Afstand | Goud               | Zilver             | Brons            |
| ------- | ------------------ | ------------------ | ---------------- |
| 500m    | Natalja Petroeseva | Karin Enke         | Alie Boorsma     |
| 1000m   | Natalja Petroeseva | Karin Enke         | Bjørg Eva Jensen |
| 1500m   | Natalja Petroeseva | Gabi Schönbrunn    | Karin Enke       |
| 3000m   | Gabi Schönbrunn    | Natalja Petroeseva | Olga Plesjkova   |

## Klassement
Achter de namen staat tussen haakjes bij meervoudige deelname het aantal deelnames.
| #      | Naam                        | Punten  | 500m           | 1500m        | 1000m          | 3000m        |
| ------ | --------------------------- | ------- | -------------- | ------------ | -------------- | ------------ |
| Goud   | Natalja Petroeseva          | 174,539 | 42,20 (1)      | 2.10,46 (1)  | 1.24,74 (1)    | 4.38,90 (2)  |
| Zilver | Karin Enke                  | 176,245 | 42,50 (2)      | 2.11,88 (3)  | 1.25,66 (2)    | 4.41,73 (7)  |
| Brons  | Gabi Schönbrunn             | 177,101 | 43,79 (9)      | 2.11,10 (2)  | 1.27,13 (4)    | 4.36,28 (1)  |
| 4      | Bjørg Eva Jensen            | 179,113 | 44,17 (13)     | 2.13,62 (5)  | 1.26,99 (3)    | 4.41,45 (6)  |
| 5      | Irina Mikhailova            | 179,264 | 43,48 (7)      | 2.15,49 (11) | 1.27,52 (7)    | 4.41,17 (5)  |
| 6      | Ines Pochert-Bautzmann      | 179,358 | 43,32 (6)      | 2.15,51 (12) | 1.28,03 (10)   | 4.41,12 (4)  |
| 7      | Svetlana Katsjuk            | 179,919 | 43,48 (7)      | 2.14,72 (8)  | 1.27,65 (9)    | 4.46,25 (9)  |
| 8      | Erwina Ryś (3)              | 180,238 | 43,31 (5)      | 2.14,31 (7)  | 1.27,57 (8)    | 4.50,24 (11) |
| 9      | Olga Plesjkova              | 180,261 | 44,86 (20)     | 2.12,46 (4)  | 1.29,31 (15)   | 4.39,50 (3)  |
| 10     | Ina Steenbruggen            | 180,511 | 43,81 (10)     | 2.14,90 (9)  | 1.28,63 (13)   | 4.44,52 (8)  |
| 11     | Alie Boorsma                | 180,808 | 43,02 (3)      | 2.15,72 (13) | 1.27,21 (5)    | 4.53,66 (13) |
| 12     | Annette Carlén-Karlsson     | 181,630 | 43,98 (12)     | 2.15,27(10)  | 1.28,15 (11)   | 4.50,91 (12) |
| 13     | Annie Borckink              | 181,782 | 45,30 (22)     | 2.13,85 (6)  | 1.28,27 (12)   | 4.46,39 (10) |
| 14     | Monika Pflug (5)            | 182,394 | 43,16 (4)      | 2.16,04 (14) | 1.27,31 (6)    | 5.01,40 (15) |
| 15     | Ewa Białkowska              | 186,321 | 44,25 (14)     | 2.17,26 (15) | 1.30,55 (20)   | 5.06,26 (16) |
| 16     | Sigrid Smuda                | 188,999 | 44,52 (17)     | 2.17,87 (16) | 1.38,07 * (26) | 4.56,93 (14) |
| NC17   | Sylvia Brunner              | 135,143 | 43,84 (11)     | 2.18,10 (18) | 1.30,54 (19)   |              |
| NC18   | Ann-Mari Tollefsen-Amundsen | 135,335 | 44,63 (19)     | 2.18,09 (17) | 1.29,35 (16)   |              |
| NC19   | Aila Tartia                 | 136,228 | 44,46 (20)     | 2.20,11 (23) | 1.30,13 (18)   |              |
| NC20   | Pirjo Hyvärinen             | 137,215 | 44,59 (18)     | 2.21,87 (24) | 1.30,67 (22)   |              |
| NC21   | Karin Rybäck                | 137,231 | 45,86 (24)     | 2.18,17 (19) | 1.30,63 (21)   |              |
| NC22   | Brigitte Flierl             | 137,340 | 44,94 (21)     | 2.19,86 (22) | 1.31,56 (24)   |              |
| NC23   | Elisabeth Öhlin             | 137,448 | 45,66 (23)     | 2.19,09 (21) | 1.30,93 (23)   |              |
| NC24   | Mandy Horsepool             | 142,730 | 47,46 (25)     | 2.23,46 (25) | 1.34,90 (25)   |              |
| NC25   | Linda Palle                 | 151,555 | 1.00,18 * (26) | 2.18,96 (20) | 1.30,11 (17)   |              |
| dq     | Joke van Rijssel            | 88,910  | 44,27 (15)     | 2.16,68 (dq) | 1.29,28 (14)   |              |

vet = kampioenschapsrecord
* = gevallen, dq = gediskwalificeerd